# 伊井弥四郎

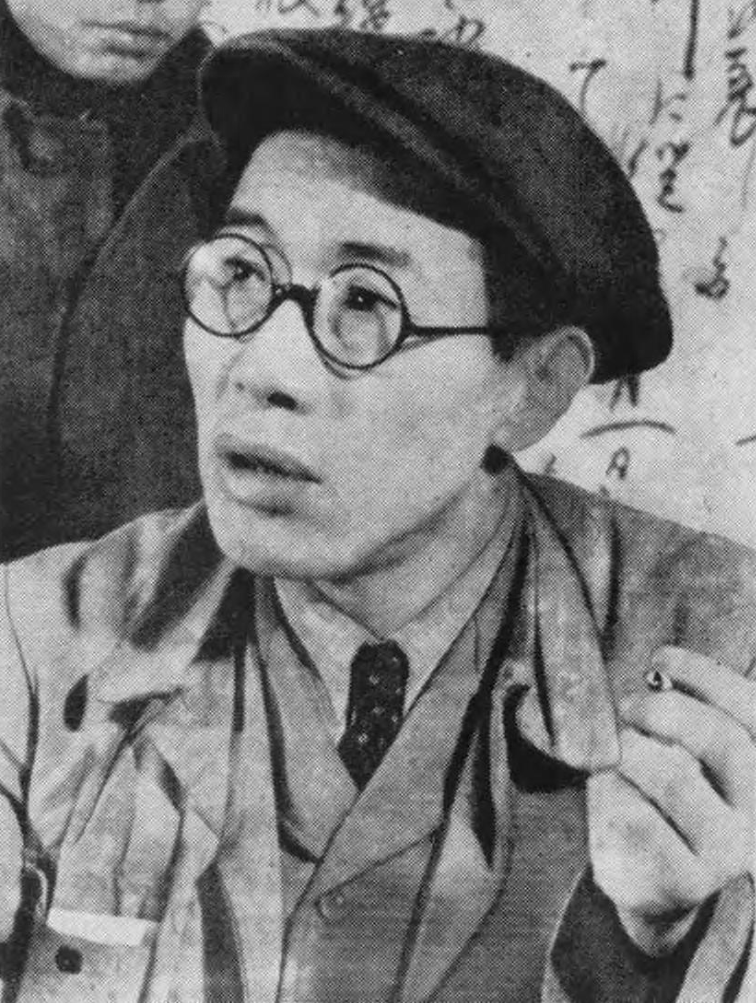
伊井弥四郎

伊井 弥四郎（いい やしろう、1905年（明治38年）11月14日 - 1971年（昭和46年）12月12日）は、日本の労働運動家。日本共産党中央委員、全官公庁共闘会議議長。

## 生涯

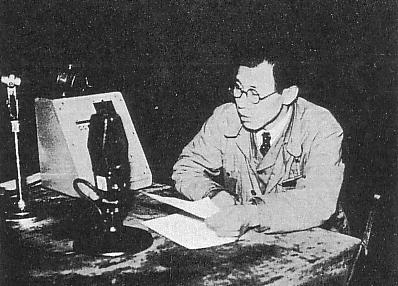
ゼネスト中止宣言をする伊井委員長

1905年（明治38年）11月14日、富山県富山市水橋町に生まれる。1926年（大正15年）に岩倉鉄道学校を卒業し、日本国有鉄道（国鉄・当時は鉄道省が管轄）に入る。その後、働きながら、1932年（昭和7年）に法政大学経済学部を卒業する。平塚駅、鶴見駅、東京駅の助役などを務める。第二次世界大戦後、国鉄労働組合の結成に参加、中央執行委員に就任する。
1946年（昭和21年）11月に全官公庁労組拡大共同闘争委員会（全官公庁共闘）が結成されると議長に就任し、産別会議議長・聴濤克巳とともに二・一ゼネストの最高責任者となる。ゼネストに先立つ交渉で役所に呼び出された伊井は「俺を総理大臣以外が呼ぶとは」と意気軒昂であった。ゼネスト直前に、鹿内信隆を訪ねて弟の就職の世話を依頼している。また、過去には桜田武の元に妻女を訪ねさせ、実子の就職を依頼している。
翌1947年（昭和22年）2月1日の決行を予定していたが、GHQからの指示により、決行前日の1月31日夜にNHKラジオで中止を発表することになる。中止発表において、マイクの前に立った伊井は『一歩退却、二歩前進、労働者農民ばんざい』と涙ながらに放送した。「一歩退却、二歩前進」はウラジーミル・レーニンの言葉の引用であったが厳密には誤りであり、実際のレーニンの言葉は「一歩前進、二歩後退」である。しかし、二・一ゼネストに至るまでのような労組の運動に対して国民意識は変化しており、ゼネストの2ヵ月後である4月25日に行われた第23回衆議院議員総選挙では旧神奈川2区から共産党公認で立候補するが、得票数1万6158票で落選。後に占領目的阻害行為処罰令で逮捕される。懲役2年の判決を受け、1948年（昭和23年）から2年間収監。
1958年（昭和33年）に中央委員に選出され、党本部において労組対策を担当したが、第11回党大会で解任される。この間、1960年に行われた第29回衆議院議員総選挙に旧東京3区から立候補するが落選。

## 演じた人物
- 地井武男（NHK『日本の戦後』第5集[要出典]）

## 著書
- 『回想の二・一スト』（1977年、新日本出版社）

## 参考
- コトバンク - 伊井弥四郎